# ロールバッハ Ro II

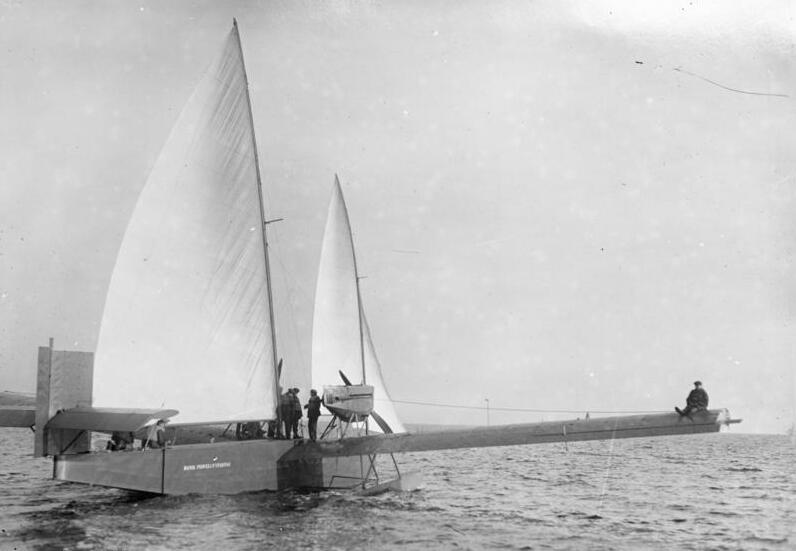
飛行艇には取り外しできるマストがあり帆を張ることができた

ロールバッハ Ro II（Rohrbach Ro II）は1923年にロールバッハ金属飛行機が開発した4座席の偵察、爆撃用の飛行艇である。

## 概要
ロールバッハ金属飛行機では1920年代から最先端技術の軽合金製の応力外皮構造の多くの航空機を設計、製作した。設計だけに終わったRo Iに続いて、Ro IIを開発した。肩翼の双発の飛行艇で、極力簡単な構造とするために胴体は矩形の断面で、主翼、尾翼ともテーパーはつけられなかった。エンジンは主翼から支柱で支えられた。
当時、ヴェルサイユ条約でドイツでの大型機の製造は許されていなかったので、生産はロールバッハがデンマーク設立した'Rohrbach-Metall-Aeroplan Co. A/S'で行われていた。
1923年11月11日にRo IIはヴェルナー・ランドマンの操縦で初飛行い、1924年10月24日に国際航空連盟の速度記録の挑戦に使われた。記録飛行後、大日本帝国海軍に売却された。

## 日本での運用
1922年にロールバッハ社と三菱商事の間に、日本海軍向け金属飛行艇に関する売買および製造権契約が締結され、その製造のため、デンマークのコペンハーゲンにロールバッハ金属飛行艇有限会社が設立された。しかし製作された試作機を日本の海で試したところ激浪で破損してしまい、急遽ロールバッハ本人が来日して設計をやり直した。
1925年（大正14年）に1機のRo IIを輸入した日本海軍は、合計7機分のRo IIの部品を輸入するとともに、三菱航空機および広海軍工廠（広廠）によるRo IIの国産化を計画した。1925年には来日したロールバッハらの指導のもと、横須賀海軍工廠で実験的に1機のRo IIを組み立て、これをR-1号飛行艇と称した。続いて1927年（昭和2年）、Ro II国産化のために「三菱ロールバッハ株式会社」を組織した三菱が、Ro IIのエンジンをイスパノ・スイザ製（450 hp）のものに変更したR-2号飛行艇を試作。広廠でも機体の大型化や翼および支柱形状の変更、エンジンのロレーン二型 水冷W型12気筒（最大485 hp・広廠による国産化品）への変更などを行ったR-3号飛行艇を試作した。これらの機体はいずれも制式採用されずに終わったが、その製作経験はのちの日本製航空機に大きな影響を与えた。

## 性能・主要諸元
- 乗員：4名
- 全長：16.5 m
- 翼幅：27.0 m
- 全高：5.0 m
- 翼面積：73.4 m2
- 空虚重量：3,700 kg
- 最大全備重量：5,700 kg
- 発動機：ロールスロイス イーグル IX双発
- 出力：360 hp
- 最大速度：165 km/h